# Zhao Gao
Zhao Gao (?-207 v.Chr.) was een Chinese eunuch aan het hof van de Qin-dynastie.
Zhao Gao wist telkens machtswisselingen te bewerkstelligen aan het Qin-hof. Toen keizer Qin Shi Huang in 210 v.Chr. stierf, smeedde Zhao Gao samen met de eerste minister Li Si met succes een complot om hun opponenten generaal Meng Tian en kroonprins Fu Su uit de weg te ruimen en in plaats daarvan de tweede zoon Hu Hai als Tweede Keizer op de troon te zetten. In 207 v.Chr. vermoordde Zhao Gao ook Li Si (208 v.Chr.) en de Tweede Keizer (207 v.Chr.) om zijn neef Zi Ying op de troon te zetten. Zi Ying liet Zhao Gao echter ook vermoorden.